# Contea di Maio
La contea di Maio (in creolo capoverdiano Dja-r Mai) è una contea di Capo Verde con 6 952 abitanti al censimento del 2010.
L'estensione territoriale coincide con l'isola omonima. Il capoluogo della contea è Vila do Maio (nota anche come Porto Inglês), che conta circa 1 500 abitanti.